# Parafia św. Brunona i św. Kazimierza w Giżycku
Parafia św. Brunona Biskupa i Męczennika w Giżycku – rzymskokatolicka parafia należąca do diecezji ełckiej. Powstała z połączenia giżyckich parafii św. Brunona i św. Kazimierza. W parafii posługują księża salezjanie inspektorii warszawskiej.

## Proboszczowie
- ks. Piotr Sosnowski SDB (od 2024)